# Dru Drury
Dru Drury (Londra, 4 febbraio 1724 – Turnham Green, 15 dicembre 1803) è stato un entomologo, saggista e illustratore scientifico britannico.
Autore tra il 1770 e il 1787 di un trattato entomologico in tre volumi. La sua collezione era composta da oltre 11 000 esemplari di insetti.